# Шульговка (Смоленская область)
Шульговка — опустевшая деревня в Хиславичском районе Смоленской области России.
Находилась в 2 верстах севернее оставшейся до сих пор деревни Петрополье.

## История
В 1978 году ещё значилась, как деревня Петропольского сельсовета Хиславичского района.
В 1993 году уже числилась прекратившей существование деревней Петропольского сельсовета.